# Rodolfo Piza Rocafort
Rodolfo Emilio Francisco Manuel de Jesús Piza de Rocafort (San José, 12 de agosto de 1958) es un político y abogado costarricense. 
Es hijo del abogado Rodolfo Piza Escalante (1930-2002), quien fuera magistrado presidente del Tribunal Constitucional, presidente de la Corte Interamericana de Derechos Humanos y diputado en el periodo 1974-1978 y María del Carmen de Rocafort (de origen español).  La familia Piza Rocafort tuvo en total cinco hijos.

## Trayectoria política
Ejerció el cargo de presidente ejecutivo de la Caja Costarricense de Seguro Social durante la administración de Miguel Ángel Rodríguez, para luego ejercer como magistrado suplente de la Corte Suprema de Justicia.  También fue uno de los notables electos por el gobierno de Laura Chinchilla para emitir un informe sobre reforma del Estado.
Piza fue precandidato del Partido Unidad Social Cristiana (PUSC) por la tendencia Renacer Socialcristiano de cara a las elecciones primarias socialcristianas resultando derrotado ante su rival Rodolfo Hernández Gómez quien, sin embargo, escogió a Piza como candidato a vicepresidente una vez pasada la convención.  Tras la renuncia de Hernández como candidato el 5 de octubre, Piza anunció el 11 de octubre que aceptaba ser el candidato del PUSC. La designación se dio tras un acuerdo entre las tendencias Renacer Socialcristiano y Convergencia Calderonista. 
Su candidatura quedó inscrita el 17 de octubre del 2013. Fue el quinto candidato más votado cosechando 6% de los votos en las elecciones del 2014 que fueron ganadas por el Partido Acción Ciudadana (PAC) que postuló a Luis Guillermo Solís.
En ese año 2014, Piza es nombrado Secretario General de la Unidad Social Cristiana por los miembros de la Asamblea Nacional del Partido, con el objetivo de liderar una renovación del PUSC para las elecciones de 2018.  Dicho movimiento político se había visto muy disminuido y dañado por los escándalos que años antes golpearon a los expresidentes del mismo partido Rafael Calderón Fournier y Miguel Ángel Rodríguez.
El 3 de marzo de 2017, Rodolfo Piza oficializó su precandidatura para la Presidencia de la República para las elecciones del 2018 por el Partido Unidad Social Cristiana. 
El 4 de junio, Piza gana la Convención Nacional Social Cristiana del 2017 con un 69% de los votos.

## Formación académica
Licenciado en Derecho de la Universidad de Costa Rica con énfasis en Derecho Público (1983); Diplomado en Política Internacional en la Sociedad de Estudios Internacionales de Madrid, España (1984); Especialista en Derechos Humanos del Instituto de Derechos Humanos de la Universidad Complutense de Madrid (1985); doctor en Derecho de la Universidad Complutense de Madrid con la tesis “Responsabilidad del Estado y Derechos Humanos. El aporte del Derecho Administrativo y del Derecho Internacional” (1988) que es publicada por primera vez en 1989 por la Editorial UACA. Cuenta además, con una especialización en Derecho del Trabajo de la Fundación Universidad de Salamanca de España (2009).

## Publicaciones
- Responsabilidad del Estado y    Derechos Humanos. El aporte del Derecho Administrativo y  del Derecho Internacional. San José,  Ed.  UACA,  1989.  Corresponde a la tesis doctoral, dirigida por el Dr. Eduardo García de Enterría. Prólogo de citado profesor  (245 páginas).

- Derecho Internacional de los Derechos Humanos:  la Convención Americana.  San José, Juricentro, 1988. Junto con Gerardo Trejos (320 páginas).
- Organización Territorial del Estado en Costa Rica.  San José,  Ed.  ICEP,  1995  (102 páginas).
- Igualdad de Derechos:  Isonomía y  No Discriminación.  Ed.  UACA,  San José,  1998  (151 páginas).
- Seguridad Social:  Nova et Vetera.  EDNASS,  San José,  2001  (210 páginas).
- A la Orilla del Telire y  dos Cuentos Más.  EREP,  San José,  2006  (122 páginas).
- Principios Constitucionales,  IJSA,  San José,  2008.  En conjunto con Rodolfo Piza Escalante y Román Navarro Fallas (445 páginas).  El aporte de Rodolfo Piza Rocafort va de la página 175 a la 445.
- Quién dice que no se puede?, 1 edición - San José, Costa Rica:  ATABAL, 2017.  (424 páginas)

## Reconocimientos
Ha recibido los siguientes premios:
- Premio Luis Demetrio Tinoco, 1988[13]
- Premio Nacional de Ensayo Aquileo J. Echeverría, 1989[14]
- Premio de Investigación Jurídica Fernando Coto Albán, 1997[15]

| Precedido por: Rodolfo Hernández Gómez 2014 (renunció) | Candidato presidencial del Partido Unidad Social Cristiana 2014 y 2018 | Sucedido por: Lineth Saborío Chaverri 2022 |